# يان تشيرسكي
إيفان ديمينتيفيتش تشيرسكي ( 3 مايو1845 سوولنا - 2 يونيو 1892 كوليما) كان عالم أحياء، عالم عظام، جيولوجي، جغرافي، ومستكشف سيبيريا. نفي إلى ترانسبايكاليا لمشاركته في انتفاضة يناير في عام 1863. أصبح عالمًا مستقل. حصل في النهاية على ثلاث ميداليات ذهبية من الجمعية الجغرافية الروسية، وقد تمت تسمية مستوطنة باسمه، وسلسلتين جبليتين، عدد من القمم ومواقع أخرى أيضًا. قام برسم أول خريطة لـ بحيرة بايكال.

## سيرة ذاتية
ابن دومينيك وكسينيا تشيرسكي، ينتمون إلى طبقة النبلاء البولندية، ولد في محافظة فيتبسك في الإمبراطورية الروسية ( والآن فيتسبك أوبلاست، روسيا البيضاء). في عمر الثامنة عشر، وكطالب في ثانوية ( معهد النبلاء) في فيلنيوس، شارك في انتفاضة يناير ( 1863-1864). تم القبض عليه واقتياده كأسير في 28 أبريل 1863. وتم تجريده من طبقة النبلاء، وتمت مصادرة أراضيه وإعادة تملكها من قبل فرد آخر من العائلة الذي يدين بالولاء للحكومة الروسية. ومن ثم تم تجنيد تشيرسكي قسرًا في الجيش الروسي وحوكم بالنفي إلى سيبيريا إلى بلاغوفيشتشينسك (أمور أوبلاست) بالقرب من نهر آمور. لم يصل قط إلى بلاغوفيشتشينسك (أمور أوبلاست)، لكن في المقابل تم فصله للخدمة في فصيل بالقرب من أومسك. خلال هذه الفترة صادَقَ العديد من البولنديين الذين يعيشون في المنفى الذي في إقليم أومسك، من ضمنهم: مارجيفسكي، كفياتكوفسكي، بالإضافة إلى الجغرافي الروسي قريقوري نيكولاييفتش بوتانين. تحت تأثيرهم، أصبح مهتمًا بالتاريخ الطبيعي للمنطقة. وزودوه بالأدب في سيبيريا والعلوم الطبيعية، بحيث يمكنه خلال وقت فارغه ان يثقف نفسه وأن يجري بحثه الأول.
بعد أن أفرج عنه من الخدمة العسكرية في عام 1869، لم يسمح له بالعودة إلى منزله، وأصبح منفيًا سياسيًا. تم رفضه من قبل الجامعة، منشوراته ومحاولته الأولى بالالتحاق بـالجمعية الجغرافية الروسية تمت رفضها أيضًا. في السنتين المقبلتين تم إجباره على العمل كمعلم في أومسك، بعد ان حرموه من حق مغادرة المنطقة.
في عام 1871 حصل على الإذن للانتقال إلى إيركوتسك حيث التقى بمنفيين بولنديين آخرين، أصبحوا علماء فيما بعد، وهم ألكسندر تشيكانوفسكي و بينيدكت دبوفسكي. من خلال مساعدتهم، ويعبر تشيكانوفسكي هو المرشد، استطاع أن يلتحق بـالجمعية الجغرافية الروسية. حصل على وظيفة في متحف محلي وشارك في العديد من الحملات الاستكشافية، واكتسب من ذلك الخبرة وبزوغ نجمه. شارك في الحملات الاستكشافية إلى جبال سايان، وادي نهر إركت، ونهر تونجوسكا السفلي. خلال أربع حملات من عام ( 1877 إلى 1881) استكشف تشيرسكي وادي نهر سيلنغا، ونشر دراسة عن بحيرة بايكال، يشرح فيها أصل البحيرة ويقدم الهيكل الجيولوجي لشرق سيبيريا. ربما كانت أبرز بعثة استكشافية كانت لدراسة الهيكل الجيولوجي لساحل بحيرة بايكال. النتيجة كانت أول خريطة جيولوجية لهذا الساحل، والذي حصل من خلالها على ميدالية ذهبية من الجمعية الجغرافية الروسية. حصيلة ميدالياته كنّ ثلاث طوال مسيرته. حصل على جائزة دولية من جامعة بولونيا، إيطاليا. طرح تشيرسكي فكرة تطوير تضاريس في عام (1878) ونتج عن ذلك وضع واحدة من أوائل التحليلات للتكتونيات في آسيا الوسطى في عام (1886)، وكان رائد نظرية التطور الجيومورفولوجي.
في عام 1878 تزوج من مارفا بافلوفنا إيافانوفا، مواطنة من سيبيريا. في عام 1883، تم العفو عنه من قبل الحكومة الروسية، ولاحقًا استعاد مكانته النبيلة. عاش في إركوتسك أوبلاست حتى عام 1886، وكان يعمل في القسم الشرقي من سيبيريا في الجمعية الجغرافية الروسية. في عام 1886، أصيب بمرض سل و شلل جزئي. سمح له ان ينتقل إلى سانت بطرسبرغ، حيث أنضم إلى أكاديمية سانت بطرسبرغ العلمية. على الرغم من تردي وضعه الصحي، إلا أنه أمضى الوقت خلال سفره من إركوتسك أوبلاست إلى سانت بطرسبرغ لتوثيق التفاصيل الجيولوجية بعناية فائقة على طول الطريق. خلال هذه الفترة عيّنَ رئيس البعثة المتجهة لاستكشاف أحواض نهر يانا، نهر إنديغيركا، و نهر كوليما. جمع وفهرسَ أكثر من 2500 عظمة قديمة، ونشر عمل كبير عن الثدييات في الفترة الرابعة في عام 1888، تبعه بعمل أيضًا أكبر منه عن أحافير الثدييات في سيبيريا في عام 1891.
توفي في الخامس والعشرون من يونيو في عام 1892 أثناء توجهه في بعثة إلى نهر يانا، نهر إنديغيركا، و نهر كوليما. ودفن بالقرب من نهر أومولون.